# LEDA 1237172
LEDA 1237172는 안드로메다자리 방향으로 약 2억 2,220만 광년 떨어진 렌즈형 은하이다. 펭귄 은하를 이루는 은하들 중 하나이다. 이 은하에서 가장 밝은 항성은 USNOA2 0900-06460021이다.